# Lake of Fire
«Lake of Fire» es una canción de la banda de rock alternativo estadounidense Meat Puppets. Incluida originalmente en su álbum de 1984, titulado Meat Puppets II. La canción obtuvo éxito recién en 1995, cuando la banda estadounidense de grunge Nirvana, hizo una versión de la canción y fue lanzada como sencillo promocional para promocionar el álbum en vivo MTV Unplugged in New York de 1994.